# Adela van Meulan

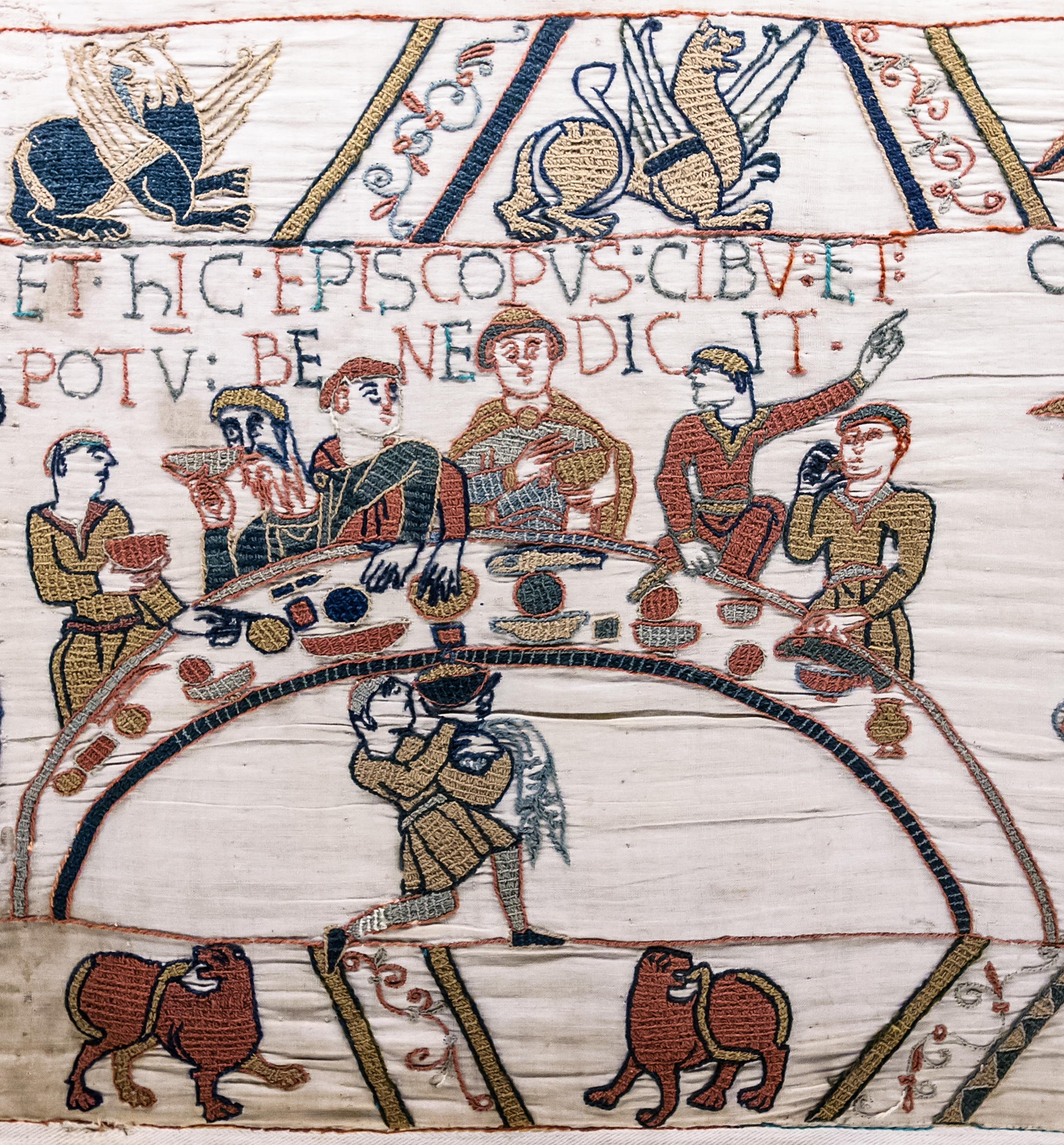
Detail uit het Tapijt van Bayeux waarop Rogier van Beaumont, de echtgenoot van Adela van Meulan, mogelijk te zien is aan de tafel (tweede van links).

Adela van Meulan (soms Adeline) (?-8 april 1082) was een dochter van Walram III van Meulan en van zijn vrouw Oda en de echtgenote van Rogier van Beaumont, heer van Beaumont-le-Roger en Pont Audemer, met wie ze in 1045 of 1046 huwde. Uit dit huwelijk kwamen minstens vier kinderen voort: Robert van Beaumont, graaf van Leicester, Hendrik van Beaumont, graaf van Warwick, Willem en een dochter Alberée van Beaumont, abdis van Eton.
Adela van Meulan was de zus van graaf Hugo van Meulan, die kort voor zijn dood op 15 oktober 1080 intrad in het klooster van Bec. Hoewel men lang heeft gedacht dat het graafschap Meulan daardoor overging naar de enige erfgename van het graafschap, Adela en beheerd werd door haar echtgenoot Rogier, is men er nu van overtuigd dat het graafschap rechtstreeks overging van Hugo op de oudste zoon van Adela van Meulan, Robert van Beaumont en niet passeerde via Adela. Robert van Beaumont noemt zich al vanaf de dood van graaf Hugo, in 1080, graaf van Meulan en niet pas na de dood van zijn moeder Adela, in 1082.